# Marilyn Quayle
Marilyn Tucker Quayle (ur. 29 lipca 1949 w Indianapolis, Indiana) – była druga dama Stanów Zjednoczonych w latach 1989–1993 i żona byłego wiceprezydenta Dana Quayle’a, z którym wzięła ślub 18 listopada 1972 roku.
Marilyn Quayle ukończyła studia prawnicze na uniwersytecie stanu Indiana oraz nauki polityczne na Purdue University. Obecnie jest członkiem zarządu Instytutu im. Barry’ego Goldwatera.
Marilyn i Dan Quayle’owie mają troje dzieci: synów Tuckera Danfortha i Benjamina Eugene’a oraz córkę Mary Corinne.